# De Agostini
De Agostini S.p.A. es el holding del grupo De Agostini. Nacida como una editorial que se está convirtiendo en una de las más conocidas e importantes de Italia, opera en unos treinta países del mundo en trece idiomas diferentes, sus publicaciones abarcan varias áreas, pero en particular es conocida por sus trabajos geográficos. Posteriormente, se convirtió en una empresa multinacional que también opera en el sector de juguetes, videojuegos, televisión y medios de comunicación.

## Historia
El geógrafo Giovanni De Agostini, hermano del explorador salesiano Alberto María, fundó el Instituto Geográfico De Agostini en Roma en junio de 1901 y publicó un atlas escolar; Poco después, se abrió la primera tienda De Agostini cerca de la Fontana di Trevi. En 1908, la sede del Instituto, ubicada en Roma en Via Novara, se trasladó a Novara en Viale Roma. Solo en la primera mitad de los años sesenta se trasladaron las oficinas centrales y los talleres gráficos a Veveri en un edificio diseñado por Ettore Bolletino y Arialdo Daverio; más tarde, en la segunda mitad de los años setenta, se construyó una segunda oficina con oficinas y almacén automatizado en Vignale.
En diciembre de 1919, la compañía fue asumida por Marco Adolfo Boroli y Cesare Angelo Rossi. Mientras tanto, en marzo de 1919, el geógrafo y cartógrafo Luigi Visintin ingresó al Instituto, quien reemplazó a Giovanni De Agostini en la dirección y, de 1920 a 1958, fue el director científico, autor de numerosas obras, entre ellas, con Mario Baratta, el primer atlas mundial italiano, el Gran Atlas Geográfico, cuya primera edición se remonta a 1922. En 1946, el Instituto fue tomado por completo por la familia Boroli.
En 1997, los socios confiaron el liderazgo de la compañía a Marco Drago, quien en la década anterior había contribuido en gran medida al desarrollo del grupo. Actualmente De Agostini Editore es una de las editoriales italianas más conocidas e importantes, opera en unos 30 países del mundo en 13 idiomas diferentes. Sus publicaciones abarcan varias áreas, pero en particular el tema geográfico se siente con fuerza, dada la base del instituto geográfico ya mencionado como precursor de los trabajos editoriales posteriores de la editorial. Sus actividades, organizadas por áreas de negocio, se centran en la promoción y difusión del conocimiento y el conocimiento en todas sus formas. En diciembre de 2012, Marilena Ferrari compra la sección Precious Works. En 1997 De Agostini, con otros inversores, participó en la privatización de Seat Pagine Gialle; La transacción, completada en 2000, permitió al grupo iniciar una colaboración estratégica con Seat Pagine Gialle mediante el desarrollo de iniciativas como el portal Virgilio, del cual surgiría unos años más tarde con una gran ganancia de capital.

## Actividades
A través de una posterior estrategia de diversificación e internacionalización, el Grupo De Agostini ha expandido progresivamente sus actividades del sector editorial histórico a otros sectores:
- Medios y comunicación: incluye los intereses del grupo en la producción, difusión y distribución de contenido para televisión, nuevos medios y cine. 
  - Banijay Group es una empresa líder, entre las más innovadoras y creativas del mundo, en la producción y distribución de contenido de alta calidad para televisión y nuevos medios.
  - Atresmedia, un grupo de radio y televisión español que cotiza en la bolsa de valores de Madrid, con una participación estratégica en asociación con el socio español Planeta Corporation, está activo en los siguientes sectores: Atresmedia Televisión, Atresmedia Radio, Atresmedia Digital, Atresmedia Publicidad y Atresmedia Cine.
- Juegos y servicios: International Game Technology es una compañía de juegos y servicios, que cotiza en la Bolsa de Nueva York. De Agostini S.p.A. controla IGT con una participación de mayoría absoluta. IGT tiene un alto conocimiento para el desarrollo de sistemas y productos para juegos, así como sistemas para la aceptación de juegos y apuestas deportivas, a través del suministro de terminales y sistemas de hardware y software. IGT es el jugador más grande del mundo en el sector de lotería, juegos y servicios. Lottomatica, parte del grupo IGT, es la compañía operadora concesionaria del Estado italiano para la gestión de Lotto y otros juegos públicos.[cita requerida]
- DeA Capital: realiza inversiones directas en inversiones de capital con un enfoque de capital privado, con un enfoque en el sector de servicios e inversiones "indirectas", es decir, en fondos de capital privado. Además, DeA Capital está activa en la gestión de activos alternativos a través de DeA Capital Alternative Funds SGR S.p.A. y DeA Capital Real Estate SGR S.p.A.
- Geo4Map: se ocupa de la geografía y la cartografía y es una empresa creada en 2009 por empleados geográficos y cartográficos de De Agostini. A partir del 1 de enero de 2015, adquirió toda la rama comercial cartográfica y geográfica de De Agostini Editore. Geo4Map es la matriz de la marca Libreria Geografica.[2]